# Hämatom
Hämatom (německy hematom) je německá metalová kapela, která vznikla v roce 2004 ve Frankách. Hämatom si svůj styl vyvinul ze žánru Neue Deutsche Härte.
Koncept kapely je založen na jednotě hudebních a vizuálních elementů, což vedlo k nápadu pojmenovat členy kapely po čtyřech hlavních světových stranách a schovat je pod masky. Zpočátku byly jejich texty inspirovány bajkami, což se časem změnilo a kapela se postupně začala zaměřovat na společenská, náboženská a sociálně-kritická témata.
Kapela vydala celkem 6 studiových alb a spostupem času se více a více objevovala v německých hitparádách. jejich singl „Wir Sind Gott“ z roku 2016 se v Německu vyšplhal na 5. místo. Pro kapelu jsou nejdůležitější živá vystoupení a organizace jejích vlastních festivalů Dämonentanz, Das laute Abendmahl a Burg-Alarm, kam si zvou spřátelené kapely.
V červenci 2013 předskakovali slavnějším krajanům, Rammstein, na Sofia Rocks Festivalu v Bulharsku.
V České republice se poprvé představili v roce 2018, kdy jako speciální host doprovázeli českou metalovou kapelu Dymytry na části turné 15 let pod maskou. Pro velký úspěch u českého publika přijali ještě v průběhu turné pozvání na festival Rock of Sadská 2018, kde nahradili kapelu Kreyson, vypadnuvší z line-upu. V témže roce se ještě jednou představili v Praze (19. prosince), opět jako host Dymytry.
V srpnu roku 2023 nečekaně po krátké, ale těžké nemoci zemřel baskytarista Peter Haag (West). Na jeho počest byl na podzim téhož roku uspořádán kapelou v německém Geiselwindu "WEST-FEST", kterého se zúčastnili mimo jiné také Dymytry.
Kapela také složila na počest Westa píseň s názvem "Gott muss ein Arschloch sein", ve volném překladu "Bůh musí být kretén".
Na konci roku 2023 měla kapela naplánované turné, jehož dvě zastávky byly také v Praze a Brně. Vzhledem k tomu, že kapela nechtěla kvůli smrti Westa turné rušit, pro několik koncertů se místa baskytaristy v kapele chopil Artur Michajlov, baskytarysta kapely Dymytry.

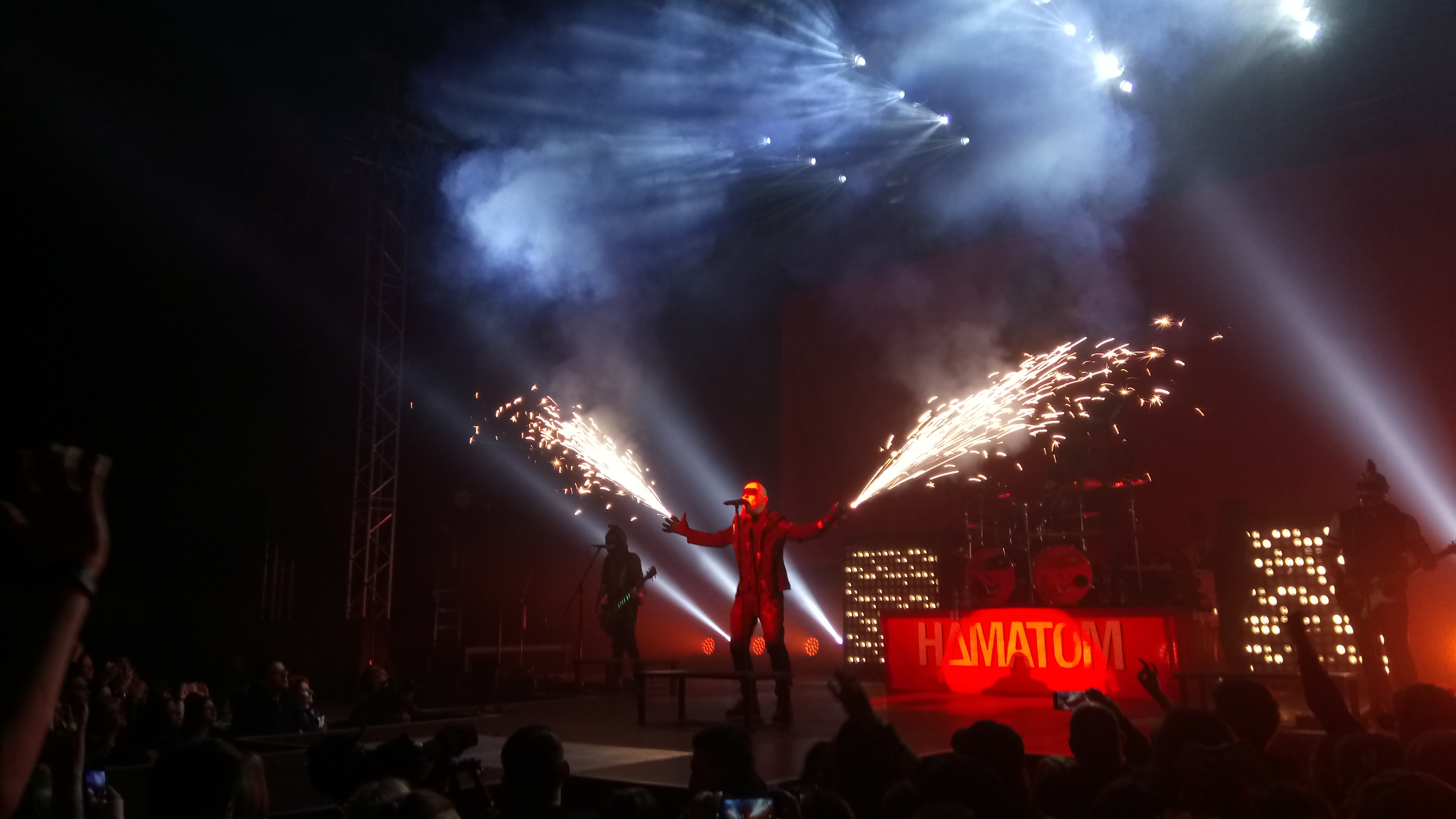
Hämatom v Praze jako host Dymytry (23.3.2018)

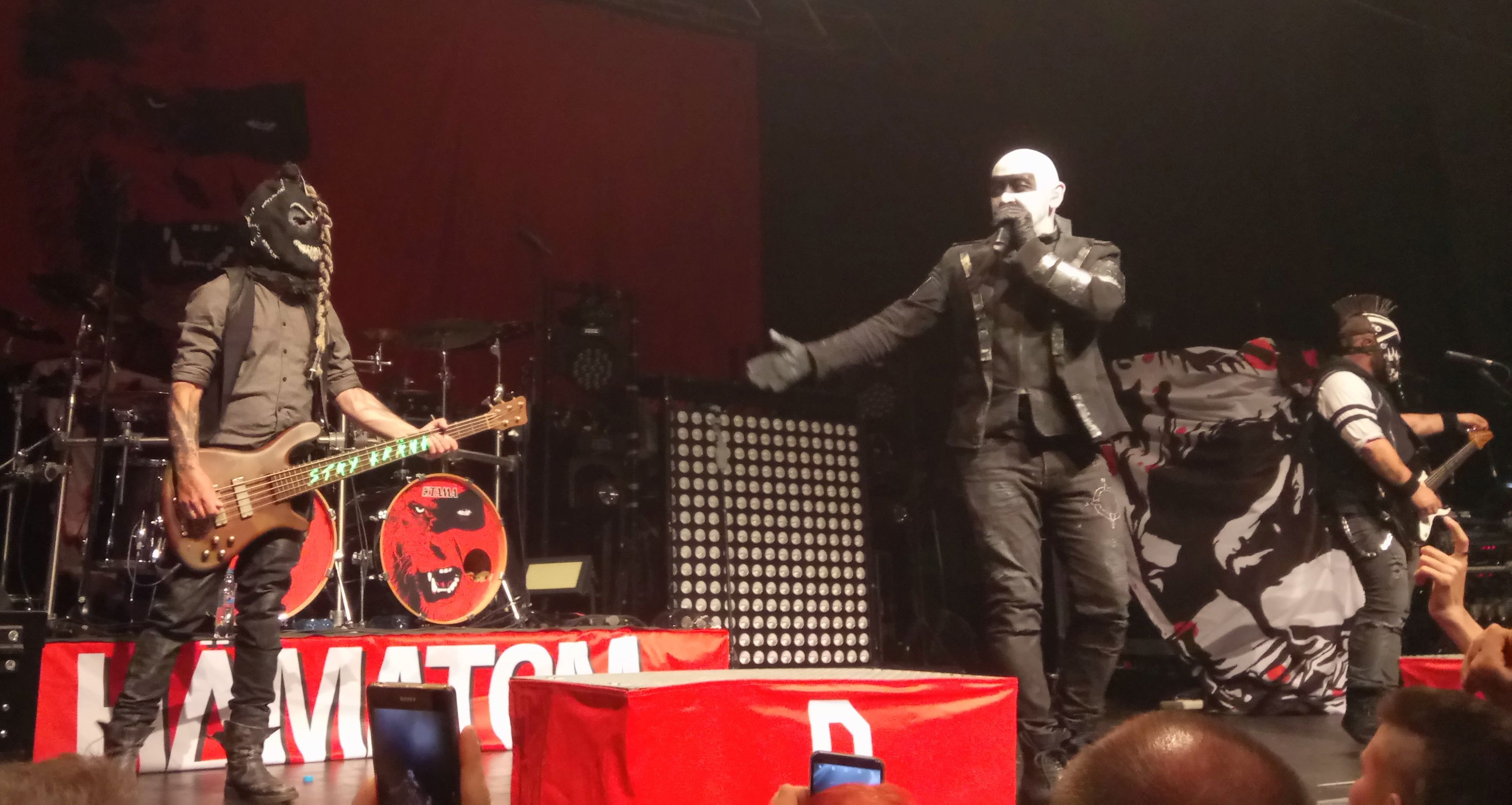
Hämatom v Brně jako host Dymytry (16.5.2018)

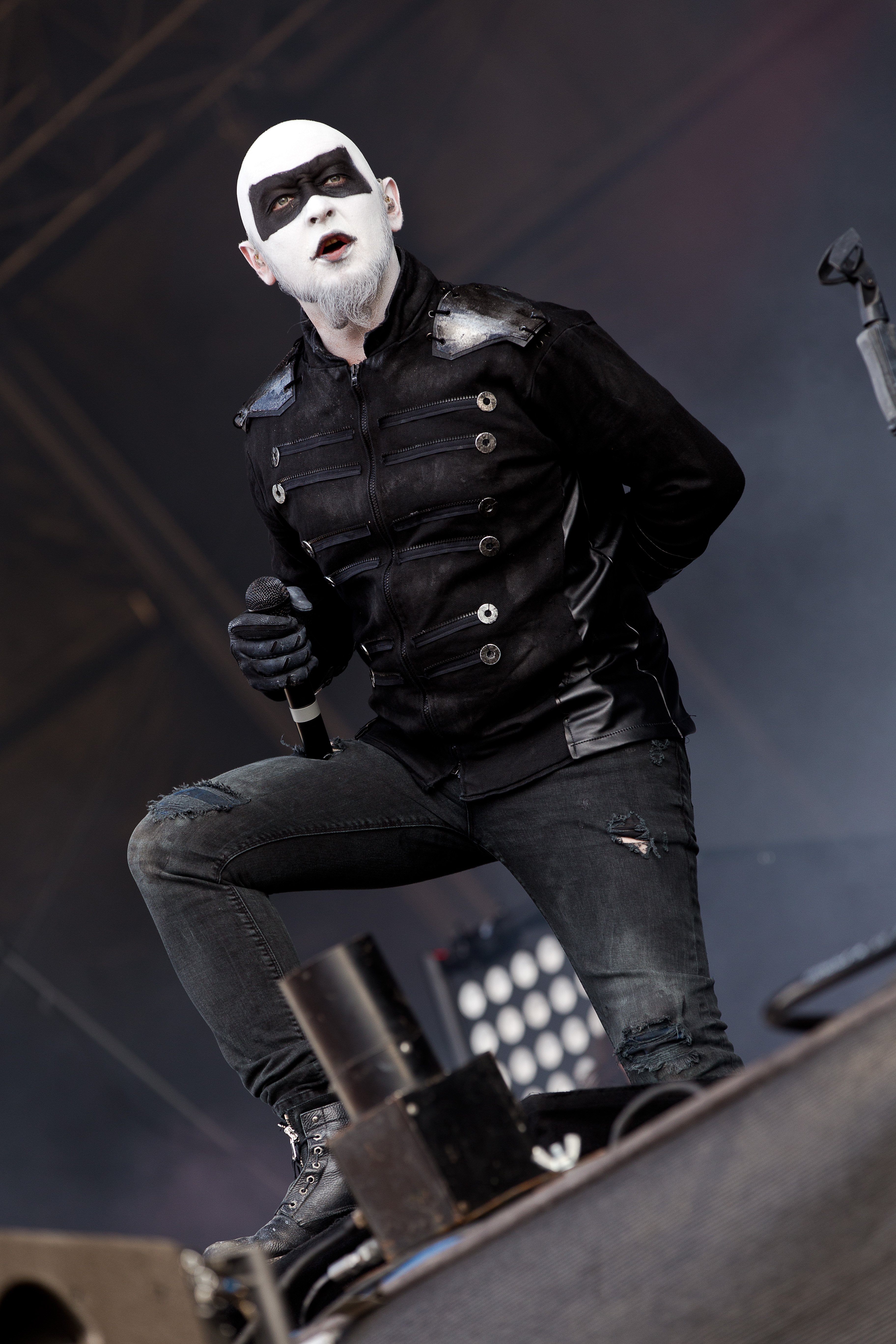
"Nord"

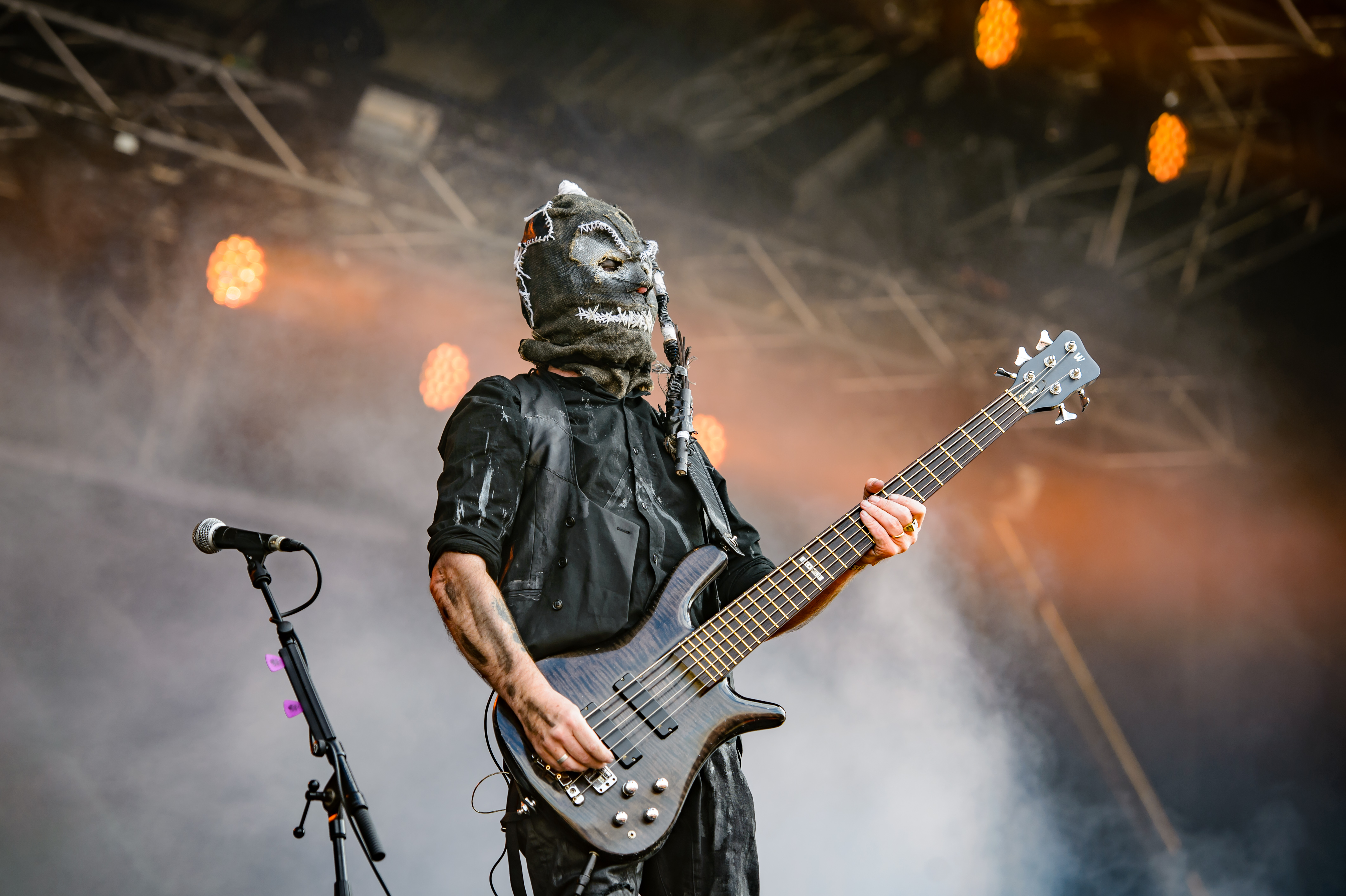
"West"

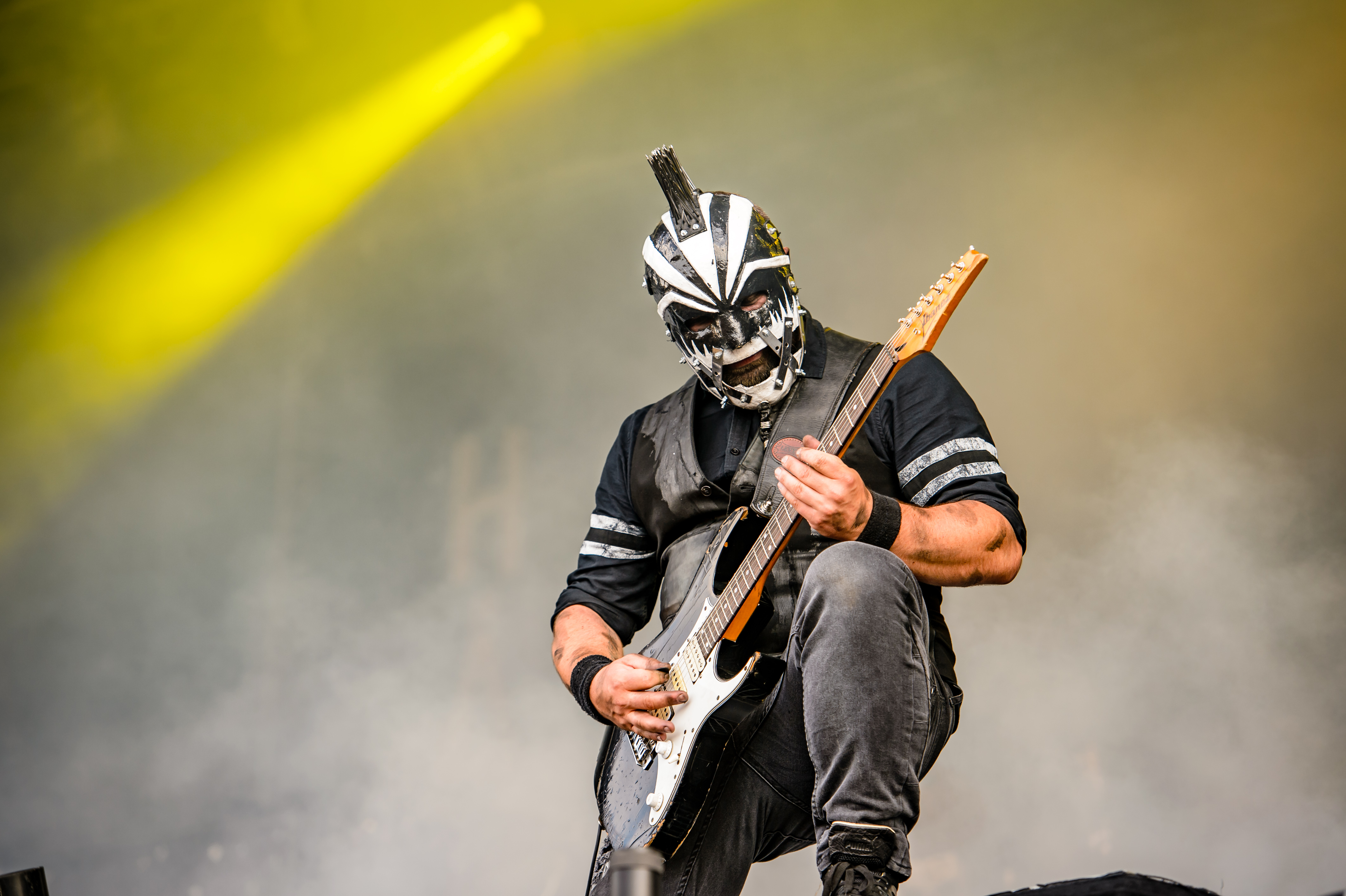
"Ost"

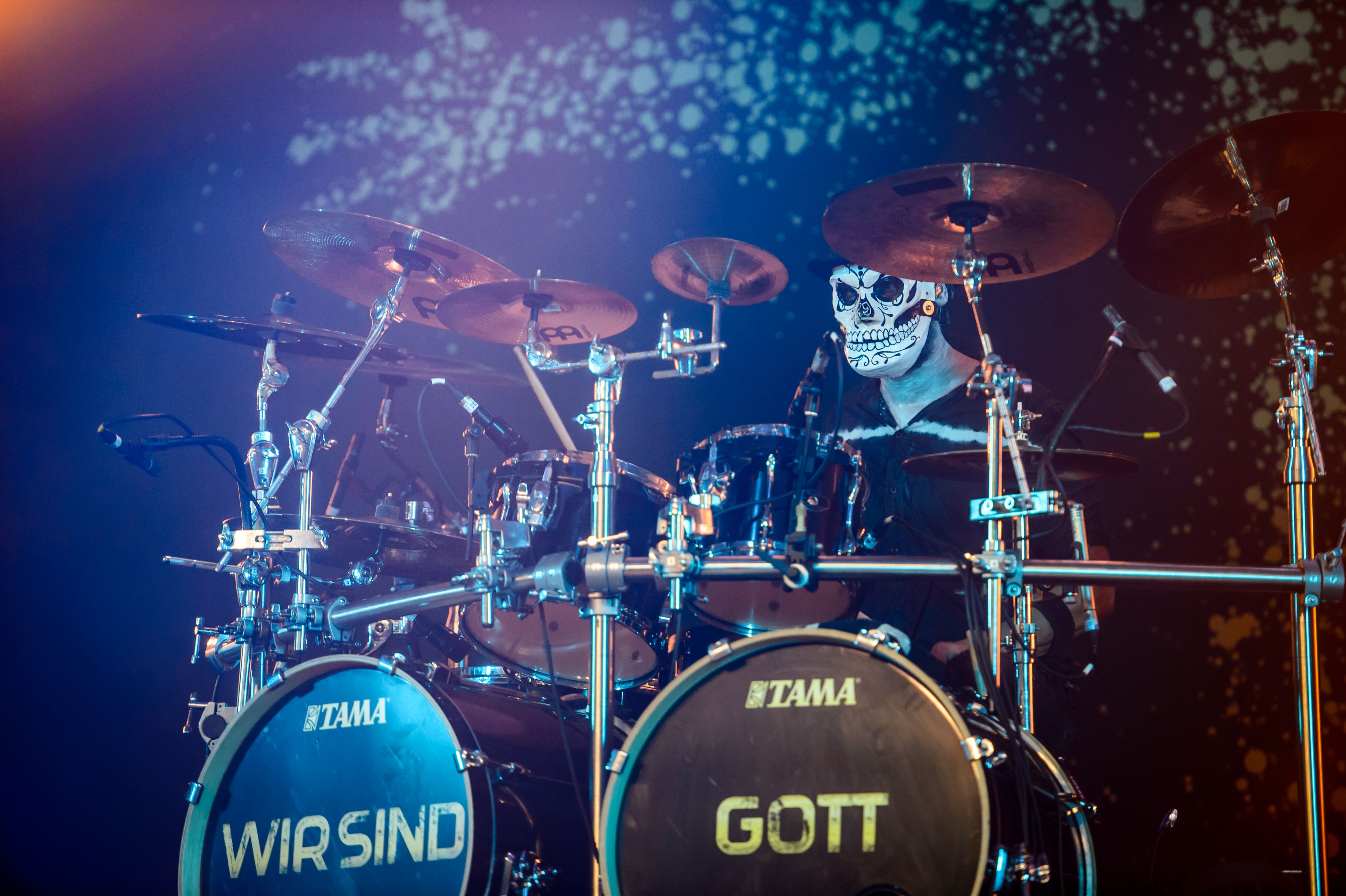
"Süd"

## Diskografie

### Studiová alba
| Rok  | Název Vydavatel / Distribuce                        | Žebříčkové umístění | Žebříčkové umístění | Žebříčkové umístění | Poznámky *Limitovaná edice **Boxset ***Speciální edice                                                     |
| Rok  | Název Vydavatel / Distribuce                        | DE                  | AT                  | CH                  | Poznámky *Limitovaná edice **Boxset ***Speciální edice                                                     |
| ---- | --------------------------------------------------- | ------------------- | ------------------- | ------------------- | --- |
| 2005 | Nein • Samovydání                                   | —                   | —                   | —                   | Poprvé vydáno: 2005 Formát: CD                                                                             |
| 2008 | Wut • Megapress / Soulfood                          | —                   | —                   | —                   | Poprvé vydáno: 2008 Formát: CD                                                                             |
| 2009 | Stay Kränk • Megapress / Soulfood                   | —                   | —                   | —                   | Poprvé vydáno: 2009 Formát: CD                                                                             |
| 2011 | Wenn man vom Teufel spricht • Rookies & Kings       | 60 (2 týdny)        | —                   | —                   | Poprvé vydáno: 2011 Formát: CD                                                                             |
| 2013 | Keinzeitmensch • Rookies & Kings                    | 21 (1 týden)        | —                   | —                   | Poprvé vydáno: 2013 Formát: CD, CD+DVD**                                                                   |
| 2016 | Wir sind Gott • Rookies & Kings                     | 5 (4 týdny)         | 24 (1 týden)        | 69 (1 týden)        | Poprvé vydáno: 25.03.2016 Formát: CD, CD+DVD-V***, 2xCD+DVD-V**, 2xLP* Producent: Kristian Kohlmannslehner |
| 2018 | Bestie der Freiheit • Columbia Records / Sony Music | 2 (4 týdny)         | 19 (1 týden)        | 37 (1 týden)        | Poprvé vydáno: 26.01.2018 Formát: CD, CD+DVD-V**, 2xLP* Producent: Vincent Sorg                            |

### Koncertní alba
- 2012: Schutt und Asche (DVD; Rookies & Kings)
- 2016: Live beim Teufel (DVD; Rookies & Kings) Součást Tour Edition verze alba Wir Sind Gott
- 2018: Live at Wacken Open Air 2017 (DVD; Columbia Records / Sony Music) Součást Boxsetu alba Bestie der Freiheit

### Kompilace
| Rok  | Titel Vydavatel     | Žebříčkové umístění | Žebříčkové umístění | Žebříčkové umístění | Poznámky                                                          |
| Rok  | Titel Vydavatel     | DE                  | AT                  | CH                  | Poznámky                                                          |
| ---- | ------------------- | ------------------- | ------------------- | ------------------- | ----------------------------------------------------------------- |
| 2014 | X • Rookies & Kings | 16 (1 týden)        | —                   | —                   | Poprvé vydáno: 17. října 2014 Producent: Kristian Kohlmannslehner |

### Singly
Fyzické nosiče
- 2005: Butzemann (CD; Samovydání)
- 2005: Häschen (CD; Samovydání)
- 2006: Tour Single (CD; Samovydání) Exkluzivně k dispozici na turné s Apokalyptischen Reitern
- 2013: Alte Liebe rostet nicht (CD; Rookies & Kings)
- 2014: Teufelsweib / Schwarz zu Blau (CDR; Promo, Rookies & Kings)
- 2016: Fick Das System (CD; Soulfood)
- 2018: Lichterloh (LP,CD; Sony Music)

Pouze v digitální podobě
- 2017: Made in USA (MP3; Rookies & Kings)
- 2017: Mörder (MP3; Columbia Records / Sony Music)
- 2017: Zeit für neue Hymnen (MP3; Columbia Records / Sony Music)
- 2018: Lange nicht perfekt (MP3; Columbia Records / Sony Music)
- 2018: Warum kann ich nicht glücklich sein? (MP3; Columbia Records / Sony Music)

## Koncertní turné
- Keinzeitmensch Tour 2013
- X Tour 2014
- Wir Sind Gott Tour 2016
- Bestie Der Freiheit Tour 2018